# Star Wars: Maul – Shadow Lord
Star Wars: Maul – Shadow Lord je připravovaný americký animovaný televizní seriál, který vytvořil Dave Filoni pro streamovací službu Disney+. Je součástí mediální franšízy Star Wars, bude se odehrávat po událostech seriálu Star Wars: Klonové války (2008–2020) a bude sledovat bývalého sithského lorda Maula za vlády Galaktického Impéria.
Maula namluvil Sam Witwer, který si zopakuje svou roli z Klonových válek a dalších médií ze světa Star Wars. Seriál byl oznámen v dubnu 2025, rok poté, co se Witwer připojil, aby poskytl vhled do postavy i jejího hlasu. Byl použit podobný animační styl jako v Klonových válkách, ale se změnami, které odrážejí Maulův charakter. Seriál produkuje Lucasfilm Animation, hlavním scenáristou je Matt Michnovetz, hlavním režisérem Brad Rau a o animaci se stará Keith Kellogg. Filoni, Michnovetz a Rau působí jako výkonní producenti spolu s Athenou Yvette Portillo.
Premiéra seriálu na Disney+ je naplánována na rok 2026.

## Premisa
Asi rok po skončení Klonových válek, v době vlády Galaktického Impéria, přebudovává bývalý sithský lord Maul svůj zločinecký syndikát a přijal novou učednici, červenou Twi'lečku.

## Postavy a obsazení
- Sam Witwer jako Maul, bývalý sithský lord z planety Dathomir a dávná nemesis Obi-Wana Kenobiho, se po konci Klonových válek snaží najít své místo.[5] Witwer uvedl, že seriál zkoumá mnoho otázek týkajících se postavy a je vyprávěn z jeho perspektivy.[6]
- Twi'lečka, kterou přijal Maul za svou učednici.[7]
- Marrok, Inkvizitor (jeden z lovců Jediů ve službách Impéria)[8]

## Produkce

### Vývoj
Během panelu oslavujícího 20. výročí založení Lucasfilm Animation na Star Wars Celebration v Japonsku v dubnu 2025, oznámili hlavní kreativní ředitel Lucasfilmu Dave Filoni a viceprezidentka pro animaci Athena Yvette Portillo, že dalším animovaným seriálem studia bude Star Wars: Maul – Shadow Lord, zaměřený na postavu Maula. Byl představený ve filmu Star Wars: Epizoda I – Skrytá hrozba (1999), původně fyzicky ztvárněn Rayem Parkem a namluven Peterem Serafinowiczem. Maul byl považován za mrtvého, dokud se znovu neobjevil v animovaném seriálu Star Wars: Klonové války (2008–2020), kde ho namluvil Sam Witwer, který si roli zopakoval v navazujícím animovaném seriálu Star Wars Povstalci (2014–2018) a hraném filmu Solo: Star Wars Story (2018). Witwerův návrat pro Maul – Shadow Lord byl potvrzen během panelu Star Wars Celebration. [ 9 ]
Během práce na předchozím animovaném seriálu Witwer a Filoni diskutovali o různých nápadech ohledně Maula, které by podle Filoniho mohl lépe prozkoumat ve svém vlastním projektu. Filoni začal pracovat na Maul – Shadow Lord poté, co se po pandemii COVID-19 vrátili do práce pracovníci Lucasfilm Animation, přičemž se z předchozího seriálu vrátilo mnoho tvůrců, včetně hlavního scenáristy Matta Michnovetze a hlavního režiséra Brada Raua. Witwer byl k seriálu přizván rok před jeho oznámením. Do vývoje se zapojoval více než u předchozího seriálu, vedl diskuse o postavě, recenzoval scénáře a poskytoval podněty k rané animaci. Rau, který byl také hlavním režisérem seriálu Star Wars: Vadná várka (2021–2024), dříve naznačil vytvoření dalšího pokračování „vesmíru Klonových válek“, když v únoru 2024 diskutoval o konci Vadná várky. Witwer popsal Raua jako Filoniho „učně“ a vysvětlil, že Filoni seriál sice vytvořil, ale má spíše dohledovou roli, kdy se na každodenní produkci podílí jen výjimečně.

### Scénář
Seriál se odehrává mezi Maulovou porážkou rukou Ahsoky Tano v poslední sérii Klonových válek a koncem jeho příběhu v Povstalcích. Witwer uvedl, že seriál Maula „trochu opráší“ a prozkoumá různé otázky týkající se postavy, které nebyly v předchozích projektech pokryty. Pro Witwera bylo důležité, aby zkontrolovali předchozí vystoupení postavy a zajistili, aby seriál odhalil nové detaily o Maulovi, včetně aspektů, které již považoval za důležité a kterých si diváci nevšimli. Mezi otázky, které seriál zkoumá, patří: proč Maul neprozradil, že jeho bývalý mistr Palpatine byl tajně sithským lordem a zdánlivě mu zůstal věrný, přestože byl odvržen a nahrazen; jak se postava, která pochází „z doby rytířů a magie“, cítí ohledně Galaktického Impéria, které „vysává magii, život a barvy z galaxie“; jak se staví ke zničení Řádu Jedi, svého celoživotního nepřítele. Witwer Maula přirovnal k Jokerovi z DC Comics, který žije i po smrti Batmana; a jak se Maulův přístup k výcviku učedníka liší od toho, jak Palpatine a další Sithové cvičili své učedníky v minulosti? Witwer popsal seriál jako „zápas zlých proti ještě horším“, a řekl, že se nebudou snažit Maula vykoupit.

### Obsazení
S oznámením seriálu bylo potvrzeno, že se Sam Witwer vrátí do role Maula. Navrhl, že zvukový designér David W. Collins by mohl v seriálu dabovat nějakou roli, podobně jako tomu bylo ve videohře Star Wars: The Force Unleashed (2008), kde propůjčil hlas droidovi PROXY a Witwer tam ztvárnil Galena Marka / Starkillera. V seriálu se objeví také Marrok, Inkvizitor představený v první řadě hraného seriálu Ahsoka (2023).

### Animace a design
Vedoucí animace Keith Kellogg, vedoucí kamery a efektů Joel Aron a zvukový designér David W. Collins se všichni vrátili z předchozích projektů Lucasfilm Animation. Seriál se vyznačuje podobným animačním stylem jako Klonové války a další související seriály, ale s některými změnami, které odrážejí jeho zaměření na Maula. Filoni popsal styl jako „ze světa Klonových válek, ale o něco extrémnější“. Witwer ho nazval „ostřejším, zubatějším a nebezpečnějším“ a řekl, že Aron seriálu dodal „malířskou zlomyslnost, husté stíny, červenou a fialovou a všechny druhy neuvěřitelného osvětlení“. Portillo uvedla, že Lucasfilm Animation vylepšili všechny aspekty své práce na seriálu, včetně materiálů, mechaniky těla, animace obličeje, osvětlení, efektů a matných nátěrů, a to i ve srovnání s jejich nejnovější prací na seriálech Vadná várka a Star Wars: Příběhy z podsvětí (2025). Připsala to tomu, že Filoni řekl štábu, aby opustil svou komfortní zónu a vyvaroval se samolibosti. Filoni pochválil práci týmu na seriálu a prohlásil, že s novými epizodami „ve skutečnosti tvoří kino“.